# Patrick Surtain II
Patrick Frank Surtain II (Plantation, Florida, 14 de abril de 2000) más conocido como Patrick Surtain II, es un jugador profesional estadounidense de fútbol americano que se desempeña en la posición de cornerback en Denver Broncos, equipo de la National Football League (NFL).

## Carrera
Fue seleccionado en la primera ronda en la Reunión Anual de Selección de Jugadores de la NFL de 2021. Hizo su debut profesional con el equipo Denver Broncos, donde lleva jugando tres temporadas.